# Ujvárossy László
Ujvárossy László (Ditró, 1955. január 21. –) Munkácsy Mihály-díjas erdélyi magyar grafikus, egyetemi tanár. A Magyar Művészeti Akadémia Képzőművészeti tagozatának tagja (2005).

## Életpályája
Középiskolai tanulmányait Marosvásárhelyen végezte a Zene- és Képzőművészeti Líceumban, itt Nagy Pál volt az elindítója a képzőművészeti pálya felé. Érettségi (1975) után a kolozsvári Ion Andreescu Képzőművészeti Főiskola grafika szakán tanult tovább, Ioachim Nica volt a mestere. A diploma kézhez vétele után Nagyváradon tudott elhelyezkedni, ott a szellemi fogyatékosok iskolájában rajzfoglalkozásokat tartott 1980-1988 közt. 1980-1990 közt kirakatok rendezésével kereste kenyerét, 1990-1993-ig a nagyváradi Bihari Napló, a Kelet-Nyugat és a Szemfüles c. gyermeklap grafikai szerkesztője. 1993-tól a kolozsvári Művészeti és Design Egyetem grafika szakán tanított, majd megalapította a Partiumi Keresztény Egyetemen a reklámgrafika szakot, ahol egyetemi docensi, majd professzori beosztásban működik.
Már 1980-ban bekapcsolódott a nagyváradi Dialógus csoport munkájába. Első önálló kiállítása 1982-ben volt Nagyváradon. 1982-ben elnyerte a Romániai Képzőművészeti Szövetség Országos grafikai ösztöndíját. Az 1980-as évek közepén csatlakozott a 35-ös Műhely nagyváradi csoportjához.
A hagyományok, a népművészet mellett a dadaizmus, a konceptualizmus éppúgy foglalkoztatja, mint a gyerekek és a fogyatékosok sajátos képi világa vagy épp a giccs. A giccsről az a véleménye, hogy nem elutasítani kell, sokkal inkább kihozni belőle a humort és átmenteni azt a művészet számára. Mindeközben bonyolult installációkat is készít, korszerű videotechnikával és hangeffektusokkal kísérve. Újvárossy, a sokoldalú művész, magát „média-munkás”-ként aposztrofálja.
Számos könyvborítót tervezett, s köteteket illusztrált, tanulmányai jelennek meg szaklapokban képzőművészeti és művészetpedagógiai témákról, önálló kötete: Gyógyító székek/Giccshelyzetrajz a kortárs művészetben (2007).

## Kiállításai (válogatás)

### Egyéni
- 1982 • Mercur Galéria, Nagyvárad;
- 1983 • Fáklya Galéria, Nagyvárad;
- 1990 • Árkád Galéria, Budapest;
- 1997 • A metafora kérdései, Körösvidéki Művészeti Múzeum, Nagyvárad (U. Kerekes Gyöngyivel, Mureşan I. Aurellel);
- 1999-2000 • Vojtecha Löfflera Múzeum, Kassa;
- 2000 • Erdélyi Ház, Sopron;
- 2004 • eMKá Galéria, Pécs;
- 2007 • A PK Egyetem aulája, Nagyvárad.

### Csoportos
- 1979-89 • Megyei és országos grafikai rendezvények (Románia)
- 1981 • Médium, Művészeti Múzeum, Sepsiszentgyörgy • Dialógus, Stúdió Terem, Nagyvárad
- 1983 • Az országos ösztöndíjasok kiállítása, Eforia G., Bukarest • Temesvár
- 1983, 1985, 1993 • Nemzetközi Metszet Biennále, Ljubljana
- 1984-90 • A 35-ös Műhely kiállításai, Nagyvárad • Nagybánya • Gyulafehérvár • Marosvásárhely • Bukarest • Temesvár
- 1987 • Művészet Ma, Budapest Galéria, Budapest
- 1989 • 25 Éves a Böszörményi Művésztelep, Ernst Múzeum, Budapest
- 1989-92 • Metszet Szalon, Kanagawa (Japán)
- 1989-93 • Nemzetközi Metszet Biennále, Várna
- 1991 • I. Nemzetközi Grafikai Biennále, Győr • Fény, Víz, Szín, Akvarell, Mercur Galéria, Nagyvárad • A könyv mint tárgy, Műgyűjtemények Múzeum, Bukarest
- 1991, 1993, 1998 • XVI., XVII., XIX. Országos grafikai biennále, Miskolc
- 1992 • Mozart Szex, Art Expo Kiállítóterem, Bukarest • Szegmentum, Görög templom, Vác
- 1993 • Ex Orient Lux : első videoinstallációs kiállítás, Dalles G., Bukarest • Színes Víz – Nemzetközi Akvarell Kiállítás, Ernst Múzeum, Budapest • Duna Nemzetközi Kiállítás, Visegrád
- 1993 • Budapesti Art Expo '93, Hungexpo
- 1994 • Budapesti Art Expo '94, Hungexpo • Médium 3, Művészeti Múzeum, Sepsiszentgyörgy • Egyiptomi Nemzetközi Grafikai Biennále, Kairó • Egyiptom • I. Országos Színesnyomat Grafikai kiállítás, Művészetek Háza, Szekszárd
- 1996 • Metszet kiállítás, World Trade Center, Bécs
- 1996-97 • Kísérletezés a Romániai Képzőművészetben 1960-tól napjainkig, Art Expo G., Bukarest • Művészeti Múzeum, Kolozsvár
- 1997 • Ad Hoc – Mai Román Művészet, Ludwig Múzeum – Kortárs Művészeti Múzeum, Budapest • Nemzetközi Metszet Biennále, Bitola, (Macedónia)
- 1998 • Zoom Diapozitiv – Installáció, Eforia G., Bukarest • A Túlsó P'Art Nemzetközi Alkotótábor Kiállítása, Csíkszereda • Intermédia Biennále, Körösvidéki Művészeti Múzeum, Nagyvárad • Az installáció éve, ArtPool Galéria, Budapest
- 1999 • Így van – Romániában vagyunk, Silvy Moreau G., Kolozsvár • Ars Varadini, Vigadó Galéria, Budapest • Vajda LSG, Szentendre • Romániai Kortárs Grafika, Academia di Romania, Róma
- 2000 • Liber Studiorum – Rajz kiállítás, Művészeti Múzeum, Kolozsvár.
- 2011 • Kísérlet és közösség, MODEM (Modern és Kortárs Művészeti Központ), Debrecen

## Művei közgyűjteményekben (válogatás)
- Román Képzőművészeti Múzeum, Bukarest
- Művészeti Egyetem, Toronto
- Körösvidéki Múzeum, Nagyvárad
- Hajdúböszörményi Múzeum, Hajdúböszörmény
- Aradi Művészeti Múzeum, Arad
- Besztercei Grafikai Gyűjtemény, Beszterce
- Art Expo Kortárs Művészeti Dokumentációs Központ, Bukarest

## Díjak, elismerések (válogatás)
- A nagyváradi 35-ös Műhely közös díja – Képzőművészeti Szövetség (UAP) (1990)
- A Magyar Grafikusok Társaságának díja – Országos Színes Nyomat Grafikai Kiállítás (1994)
- A Romániai Képzőművészeti Szövetség (UAP) Ambientális-installáció művészet kategória díja (1999)
- Munkácsy Mihály-díj (2002)
- Szolnay Sándor-díj (2006)
- A Magyar Érdemrend tisztikeresztje, 2014
- Ezüstfenyő-díj (RMDSZ), 2017[3]